# 신지교통
신지교통은 부산광역시 부산진구에 있는 마을버스 운송업체이다. 

## 차고지
- 부산광역시 성지곡로 59-1 (초읍동 363-2) (본사)

## 운행 노선
- ● 부산진17번 (초읍동 ~ 동래역)
- ● 강서 2번 (강서구청역 ~ 부원역)

## 보유 차량
현대자동차
- 카운티